# Cratere Ellen
Ellen  è un cratere sulla superficie di Venere.